# Sdružení Krajina
 Sdružení Krajina, z.s.  je spolek zabývající se praktickou ochranou přírody a krajiny. Sídlí v Počítkách a stará se o přírodně cenné lokality v Kraji Vysočina, zejména ve Žďárských vrších. K plochám, na kterých působí má nájemní nebo vlastnický vztah. Okrajově působí také v Pardubickém kraji. Sdružení Krajina bylo založeno v roce 1997. Je zapsáno  ve spolkovém rejstříku vedeném u Krajského soudu v Brně a pod současným názvem působí od roku 2001. K červnu 2022 mělo sdružení 93 členů.

## Činnost spolku
Kosení luk - hlavní činností je ruční kosení podmáčených luk, které jsou důležitým regulátorem vodního režimu a domovem mnoha vzácných druhů rostlin a živočichů. Ročně se poseče cca 170 ha – vlastními silami, dodavatelsky či dobrovolnicky.
Pastva - na vhodných lokalitách pase ovce a/nebo Shetlandské poníky.
Vyřezávky - vyřezává náletové dřeviny na degradovaných, ale stále přírodně cenných loukách.
Tůně a stružky - buduje a obnovuje drobné tůně, které slouží jako útočiště pro populace žab, čolků a dalších vodních organismů.
Narušování drnu - obnovuje vegetaci degradovaných či dlouhodobě neobhospodařovaných ploch pomocí mechanizačního narušení drnu.
Výsadby stromů - každoročně sází ovocné a listnaté stromy, které vytvářejí remízky v krajině či lemují polní cesty nebo méně frekventované silnice. Do výsadeb zapojuje veřejnost.
Regionální osivo - podílí se na tvorbě regionálního osiva pro oblast Žďárské vrchy.
Přírodní učebny - obnovuje neobhospodařovaná a degradovaná místa v naší krajině. Spolu s obcemi, školami a dětmi pak vytváří místa, která slouží jako přírodní učebny pro praktickou výuku.
Odborné činnosti
- botanicko – zoologické vycházky
- exkurze pro školy
- plány péče
- biomonitoringy
- biologické hodnocení

## Struktura spolku
Nejvyšším orgánem Sdružení Krajina je sněm, který schvaluje stanovy a volí radu. Rada je dozorčí a strategický orgán, který dohlíží na chod organizace. Skládá se aktuálně z devíti radních, jejichž jménem jedná předseda. Činnost Sdružení Krajina, práci zaměstnanců a realizaci projektů řídí ředitel jmenovaný radou.

## Galerie
Snímky z činnosti spolku:

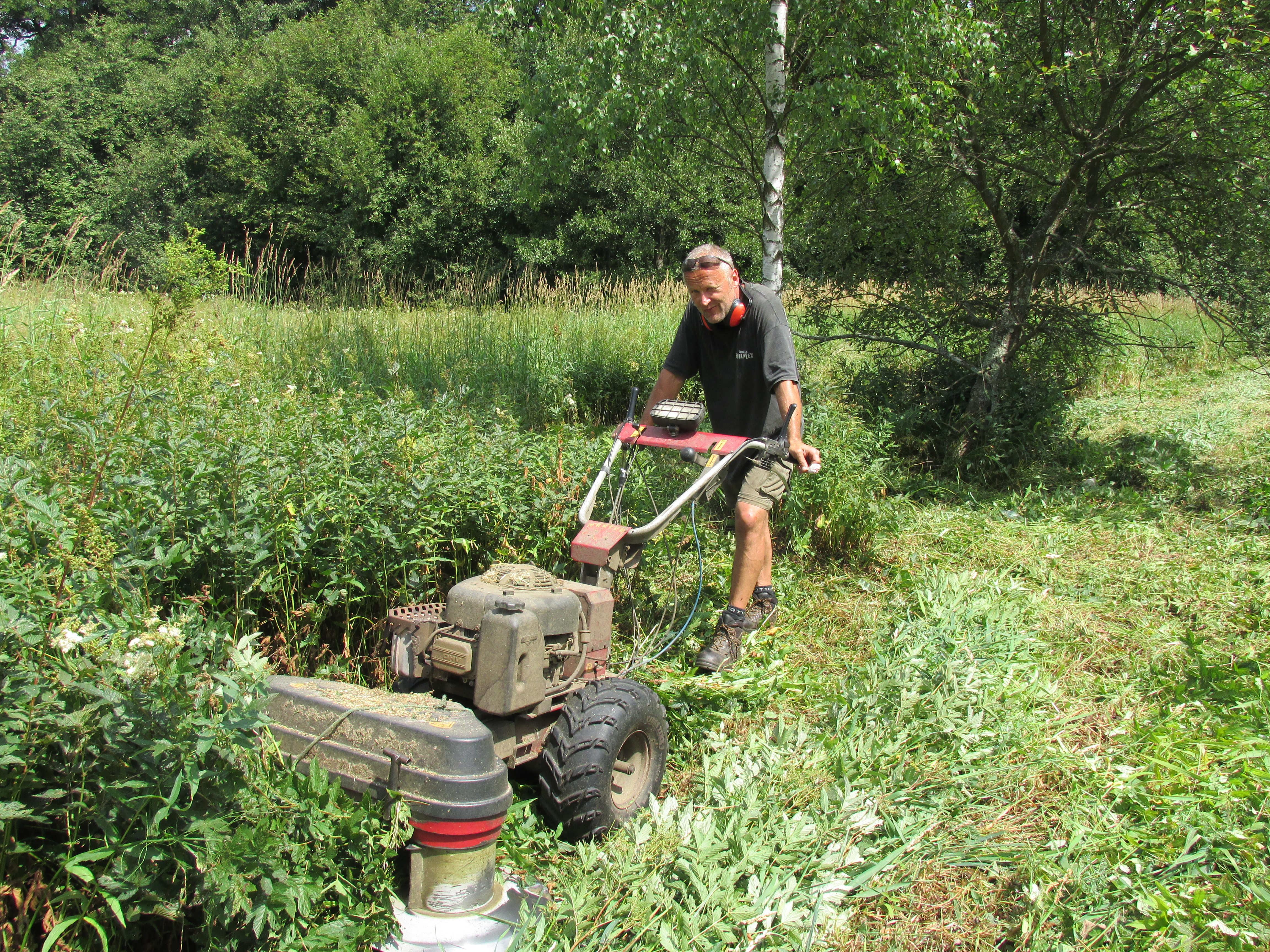
Kosení luk
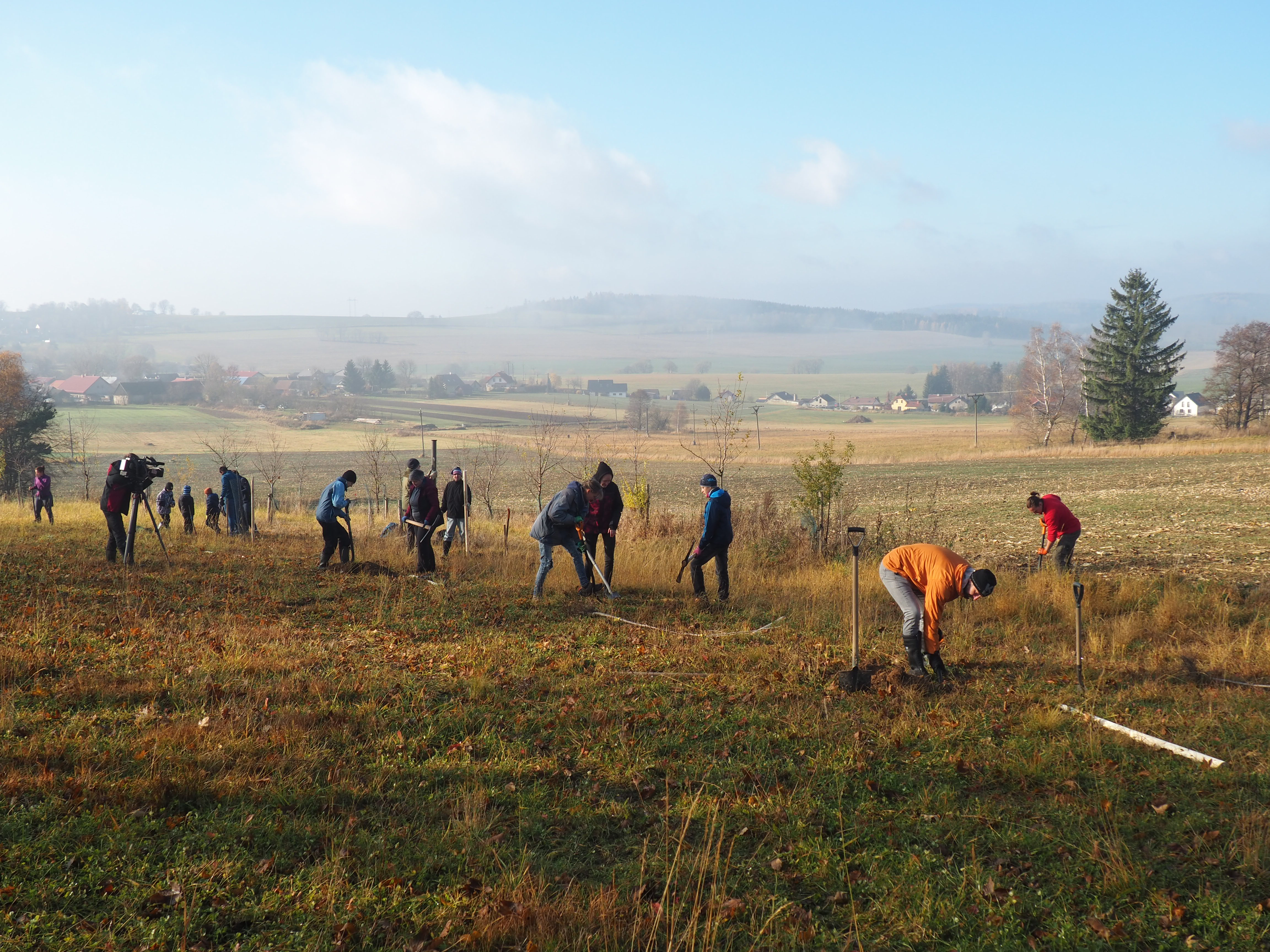
Výsadby stromů
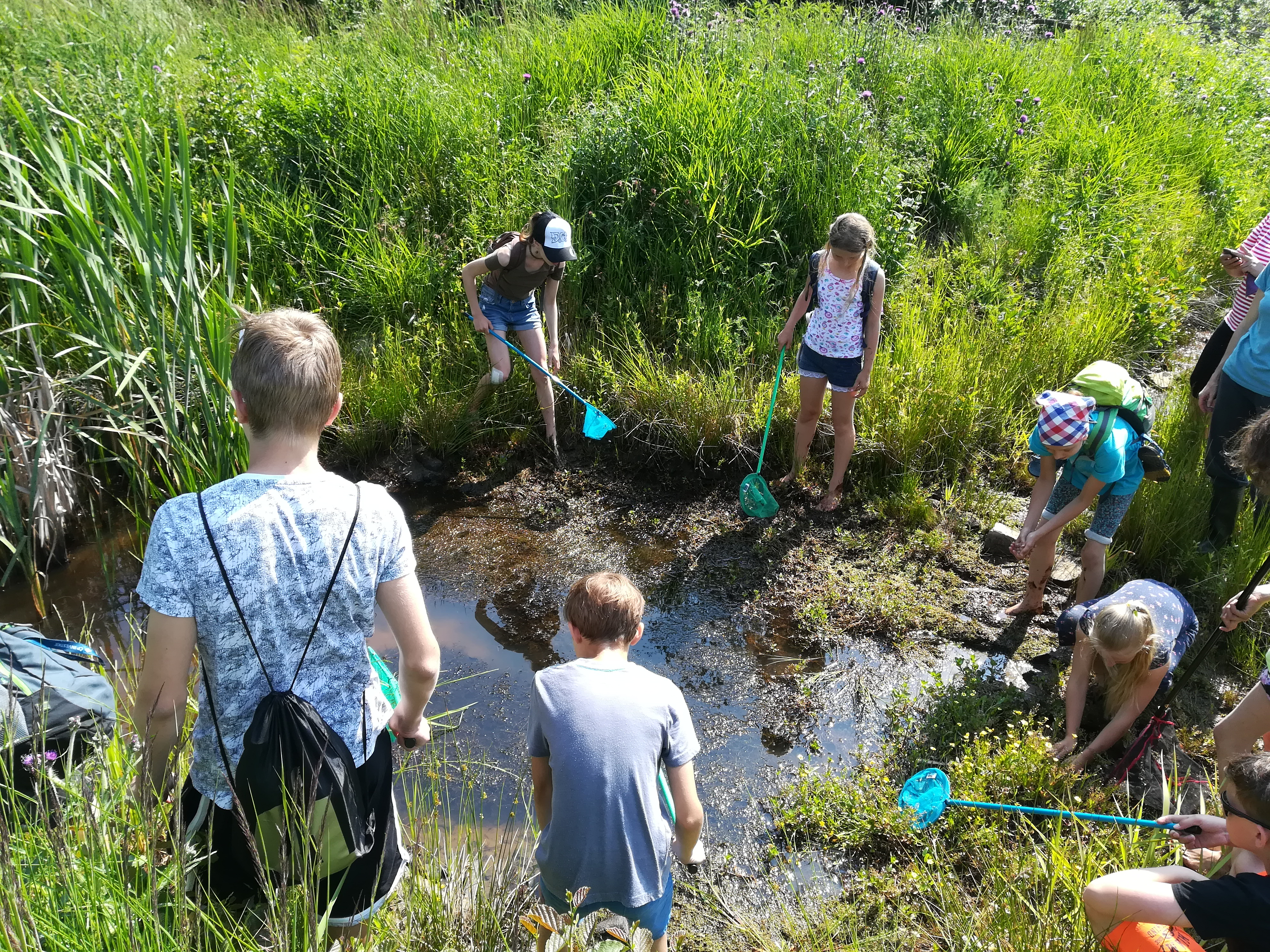
Exkurze pro školy